# The Life of Abraham Lincoln (film 1915)
The Life of Abraham Lincoln è un cortometraggio muto del 1915 diretto da Langdon West.

## Produzione
Il film fu prodotto dalla Edison Company.

## Distribuzione
Distribuito dalla General Film Company, il film - un cortometraggio in due bobine - uscì nelle sale cinematografiche statunitensi il 26 febbraio 1915.
Reelclassicdvd.com lo ha pubblicato in DVD.